# Florești, Anenii Noi
Florești este o localitate în comuna Cobusca Veche, raionul Anenii Noi, Republica Moldova.

## Demografie
Conform recensământului din 2004, populația localității numără 216 de oameni, dintre care 110 bărbați și 106 femei. Toți cei 216 locuitori s-au declarat de naționalitate moldovenească.